# 左鎮区

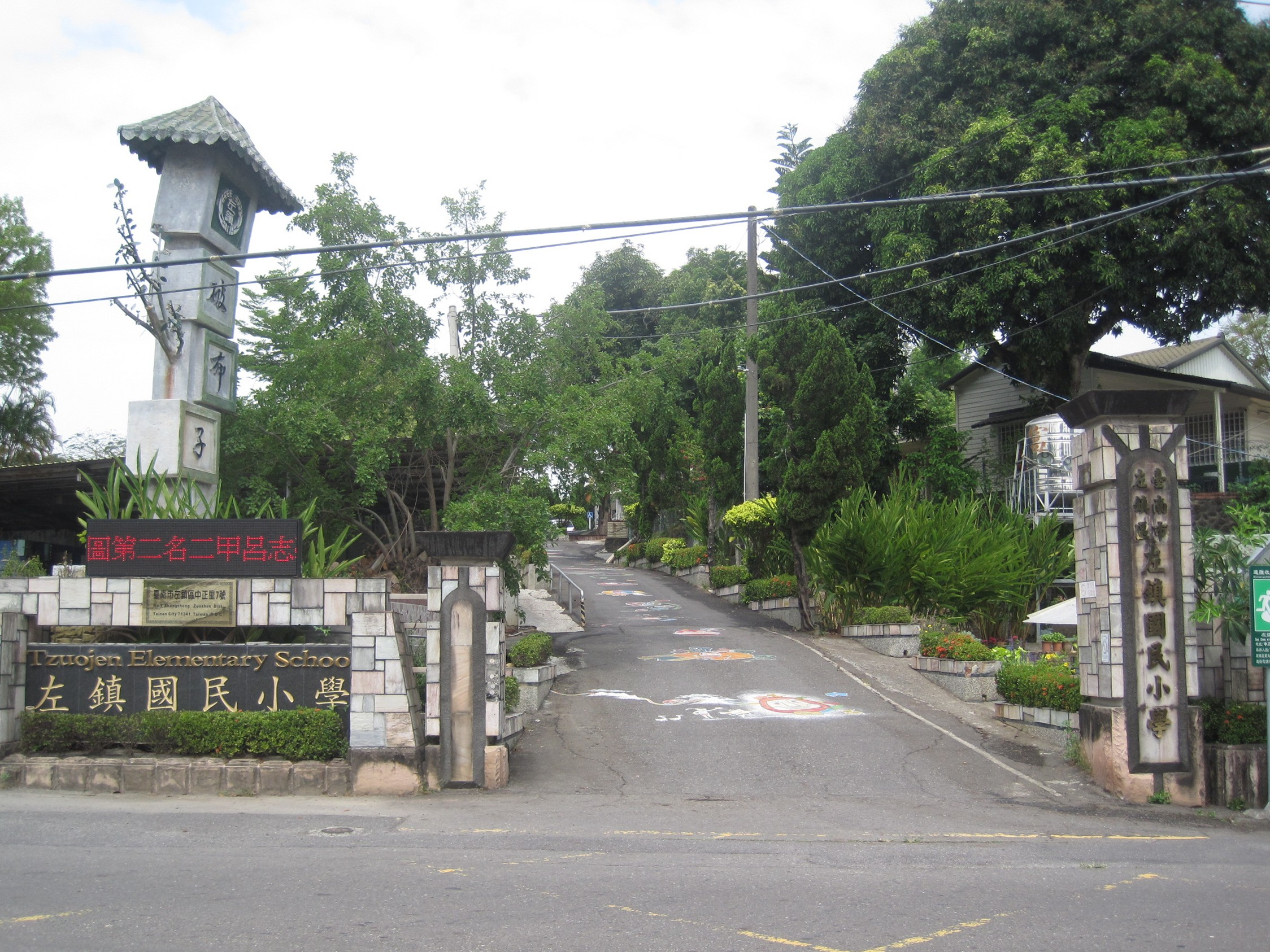
台南市左鎮区左鎮国民小学

左鎮区（ズオジェン/さちん-く）は台南市の市轄区。

## 地理
左鎮区は台南市の南東部に位置し、北は玉井区、山上区と、東は南化区と、西は新化区と、南は龍崎区、高雄市内門区と接している。山間部に位置し平地が少ない地勢となっている。

## 歴史
古くは西拉雅族新港社の一派「卓猴社」の居住地であった。鄭氏政権時代より漢人の入植が進むようになり、兵営も設けられたが、地勢が険しいため地区の左隅に設置されたことから「左鎮」の名称が設けられた。日本統治時代初期は「外新化南里」が設けられ、1920年の台湾地方改制の際に「左鎮庄」が設けられ台南州新化郡の管轄とされた。台湾の中華民国への編入後は台南県左鎮郷と改められ、2010年12月25日の台南県が台南市に編入されたことに伴って左鎮区となり、現在に至る。

## 行政区
| 里                                                                             |
| ------------------------------------------------------------------------------ |
| 中正里、内庄里、左鎮里、光和里、栄和里、二寮里、岡林里、草山里、澄山里、睦光里 |

## 歴代区長
| 代 | 氏名 | 退任日 |
| -- | ---- | ------ |

## 教育

### 国民中学
- 台南市立左鎮国民中学

### 国民小学
- 台南市立左鎮国民小学
- 台南市立岡林国民小学
- 台南市立光栄国民小学
- 台南市立光栄国民小学澄山分校

## 交通
| 種別 | 路線名称 | その他 |
| ---- | -------- | ------ |
| 省道 | 台20線   |        |
| 省道 | 台20乙線 |        |

## 観光

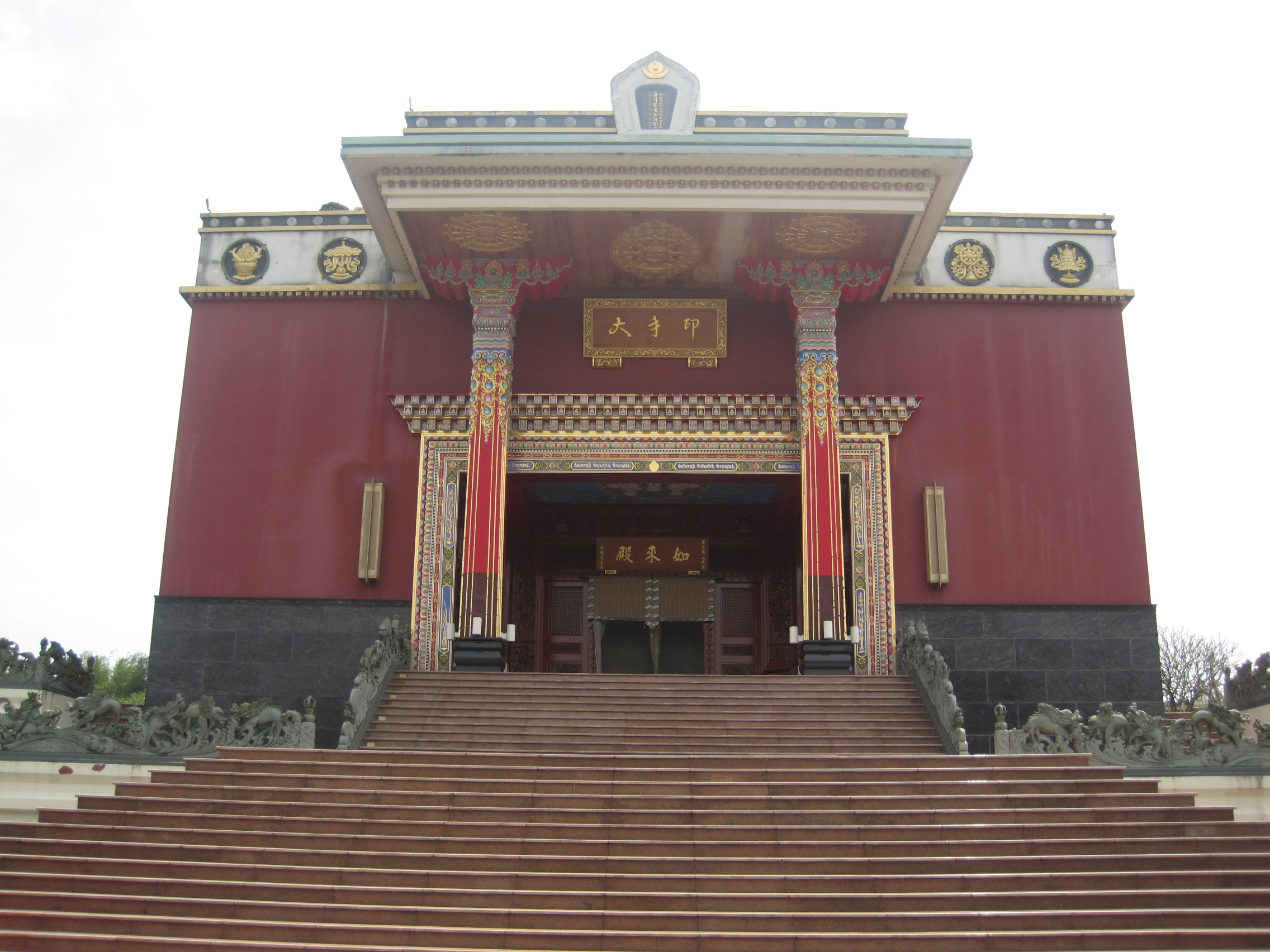
噶瑪噶居寺

- 菜寮化石館
- 自然史教育館
- 羅来受紀念館
- 二寮（中国語版）観日
- 蠔鏡窓
- 横山太祖古樹林
- 塩水坑滾水泡
- 草山月世界
- 左鎮老君祠（中国語版）（公廨）
- 噶瑪噶居寺（中国語版）
- 李得興吊橋
- 口社寮阿立祖壇（中国語版）